# Villa Cagnola
Villa Perabò-Melzi-Cagnola, detta più semplicemente Villa Cagnola, è situata a Gazzada e ospita una considerevole collezione d’arte privata, che include numerose opere tra le quali svariati fondi oro e tavole di pittori toscani e veneti del Trecento e Quattrocento e lombardi del Quattro e Cinquecento. Non meno importanti risultano gli altri manufatti, acquistati nel tempo da Giuseppe, Carlo e Guido Cagnola: arazzi, placchette bronzee, maioliche e porcellane. Queste ultime costituiscono una delle più importanti collezioni private del territorio europeo.

## Sede
La villa fu edificata dalla famiglia Perabò, che possedeva proprietà a Gazzada già nella seconda metà del Cinquecento. Nel corso del Settecento i fratelli Gabrio e Giuseppe Perabò ampliarono villa realizzando il corpo orientale. Resta testimonianza dell'aspetto della villa nelle celebri vedute della villa di Gazzada realizzate nel 1744 da Bernardo Bellotto durante il viaggio lombardo del pittore, oggi conservate presso la pinacoteca di Brera.
Nel 1838 la famiglia Perabò cedette la proprietà di Gazzada a Ludovico Melzi d'Eril, figura di spicco della nobiltà milanese, appartenente a una delle famiglie più facoltose del Lombardo-Veneto. A quest'epoca la villa comprendeva due corpi di fabbrica, uno a est, affacciato sul lago di Varese e un altro a ovest verso l'ingresso collegati da un'ala aperta al primo piano con un portico a colonne binate a due campate. strutturata su due piani. Una planimetria della proprietà documenta l'esistenza di giardini sia sul lato meridionale che sul lato occidentale e una grande corte di corpi rustici a nord della villa. 
Nel 1850 Ludovico Melzi d'Eril cedette la villa insieme a tutte le proprietà a Giuseppe Cagnola, rappresentante dell'alta borghesia milanese. Il complesso fu ereditato nel 1856 dal figlio Carlo Cagnola, senatore del Regno, che decise la ristrutturazione della villa, con una trasformazione secondo il gusto romantico allora in voga, dotandola di un parco all'inglese. Il progetto fu affidato all'architetto Luigi Clerichetti che lo realizzò negli anni cinquanta dell'Ottocento.
Il figlio Guido, che fra il 1900 e il 1901 affidò all'architetto Achille Mainoni d'Intignano il rinnovamento della dimora, la devolse alla sua morte alla Santa Sede.
Oggi vengono offerti servizi turistici con visite guidate, oltre che ritrovi per famiglie o stage studenteschi.

## Storia
La collezione è frutto di un lungo accumulo di fondi di diversa provenienza, viene a formarsi tra la metà dell'Ottocento e l'inizio del Novecento grazie alla dedizione del nobile Carlo Cagnola che ereditò la Villa dal padre Giuseppe e insieme al figlio Guido, ultimo erede dei Cagnola la arricchì di arazzi, dipinti, porcellane, ceramiche e arredi di gran pregio.
Oggi l'intera collezione e la villa che la ospita sono proprietà della Santa Sede. La donazione del patrimonio artistico ed edilizio venne ufficializzata il 2 maggio 1946 con rogito notarile nel quale si dichiara che: "...l'Illustrissimo Signor Guido Cagnola desideroso di assicurare in perpetuo la conservazione della monumentale Villa Cagnola di Gazzada e la conservazione del patrimonio artistico, storico, letterario in essa contenuto raccolto dal Padre suo e da lui stesso, nonché far sorgere un Istituto Superiore di Studi Religiosi con sede nella Villa di Gazzada, ha proposto alla Santa Sede di farle donazione degli stabili e mobili di cui appresso sottoponendole a un tempo uno schema di costituzione e regolamento del detto Istituto"..

## Opere

### Dipinti

#### Italia centrale dal Trecento al Cinquecento
Ercole de' Roberti, Jacopo Bellini, Carpaccio, Bergognone, Bernardino Luini. 

#### Dal Seicento all'Ottocento
Nell'ambito della pittura del Sei e Settecento spicca con importanti opere il veneziano Francesco Guardi. 

#### Arti applicate
Comprende una collezione di ceramiche, maioliche e porcellane europee e orientali. Notevoli sono poi 21 arazzi fiamminghi e francesi, i preziosi mobili antichi, le placchette in bronzo e le sculture.

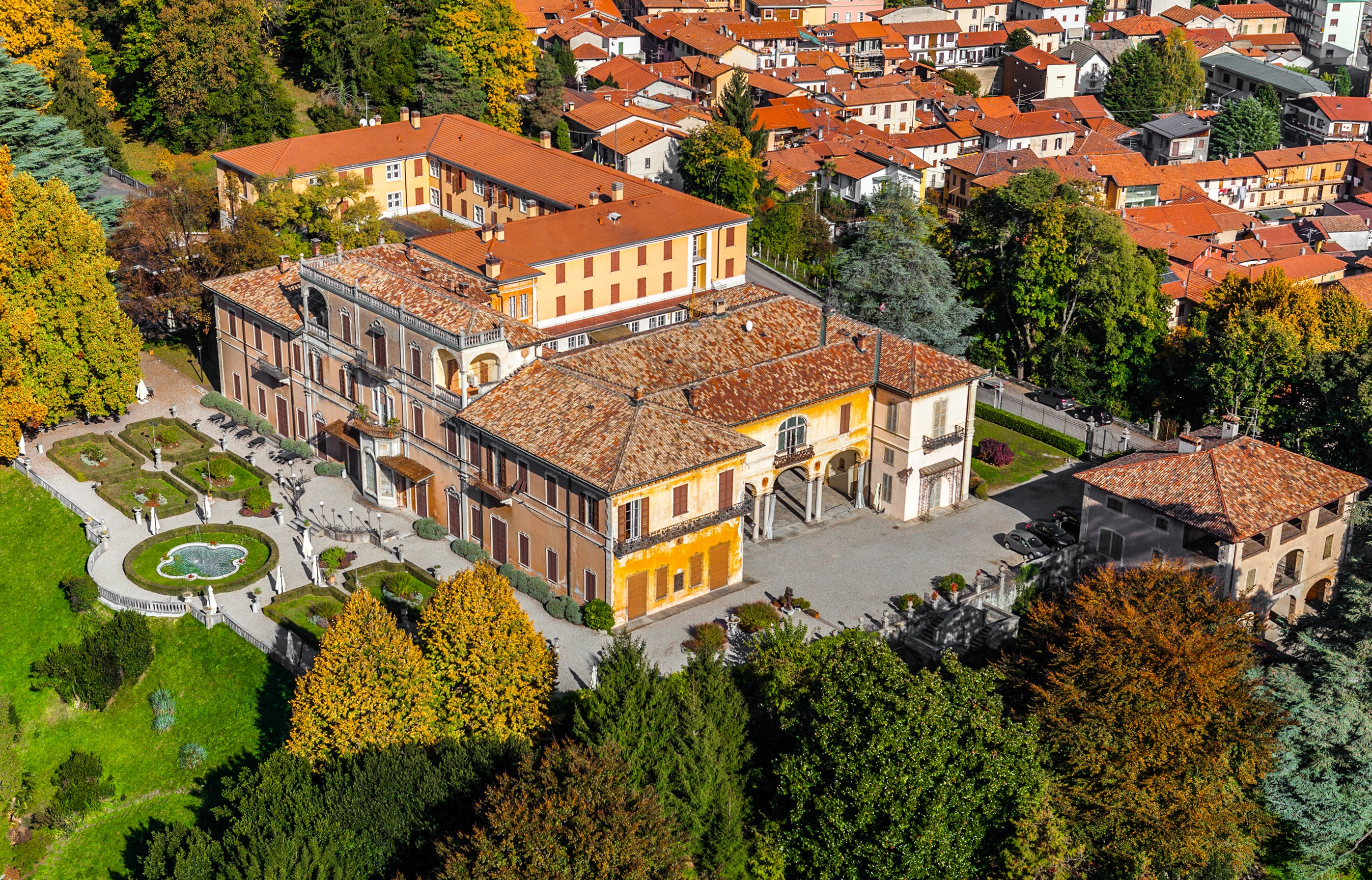

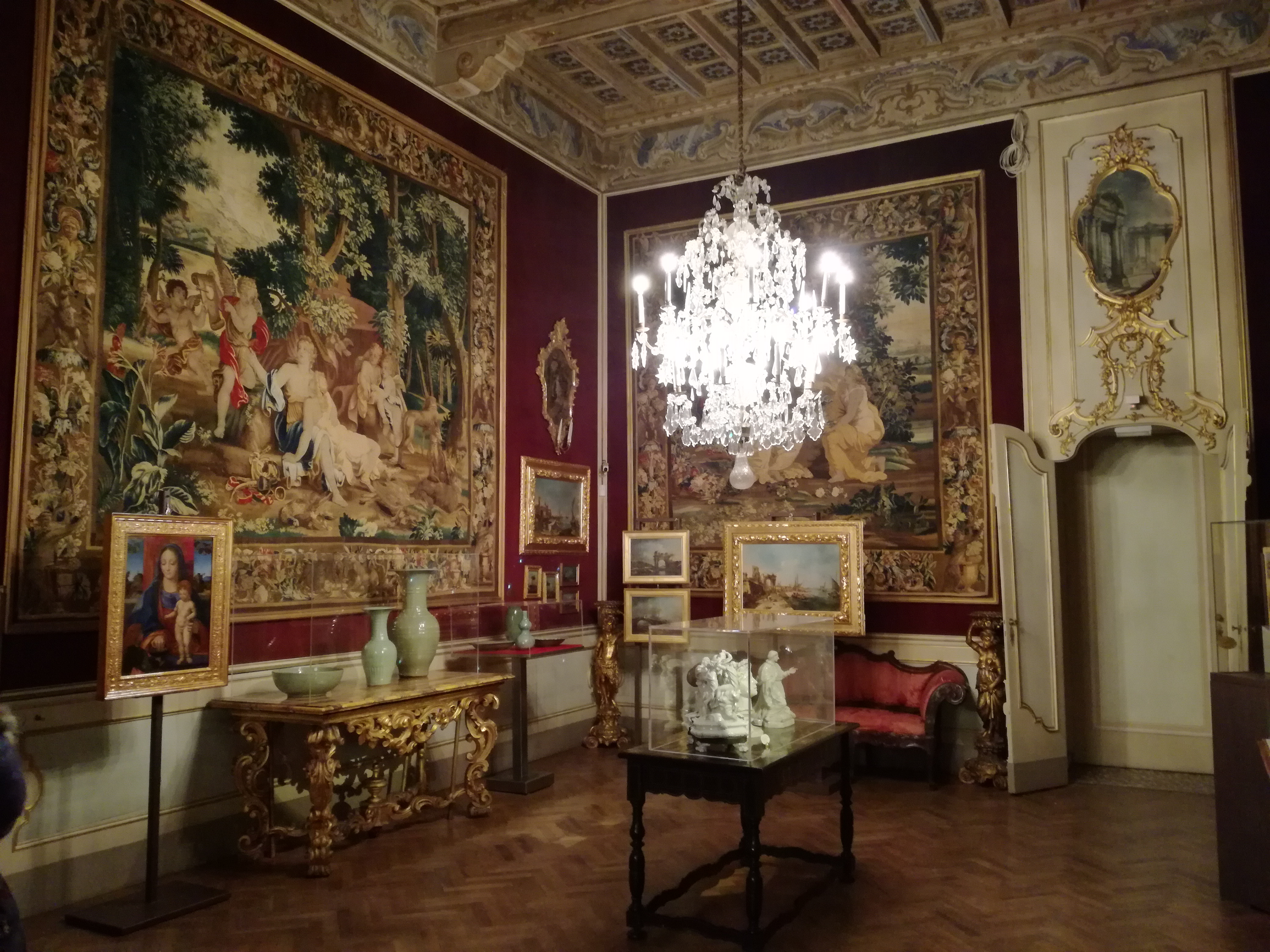
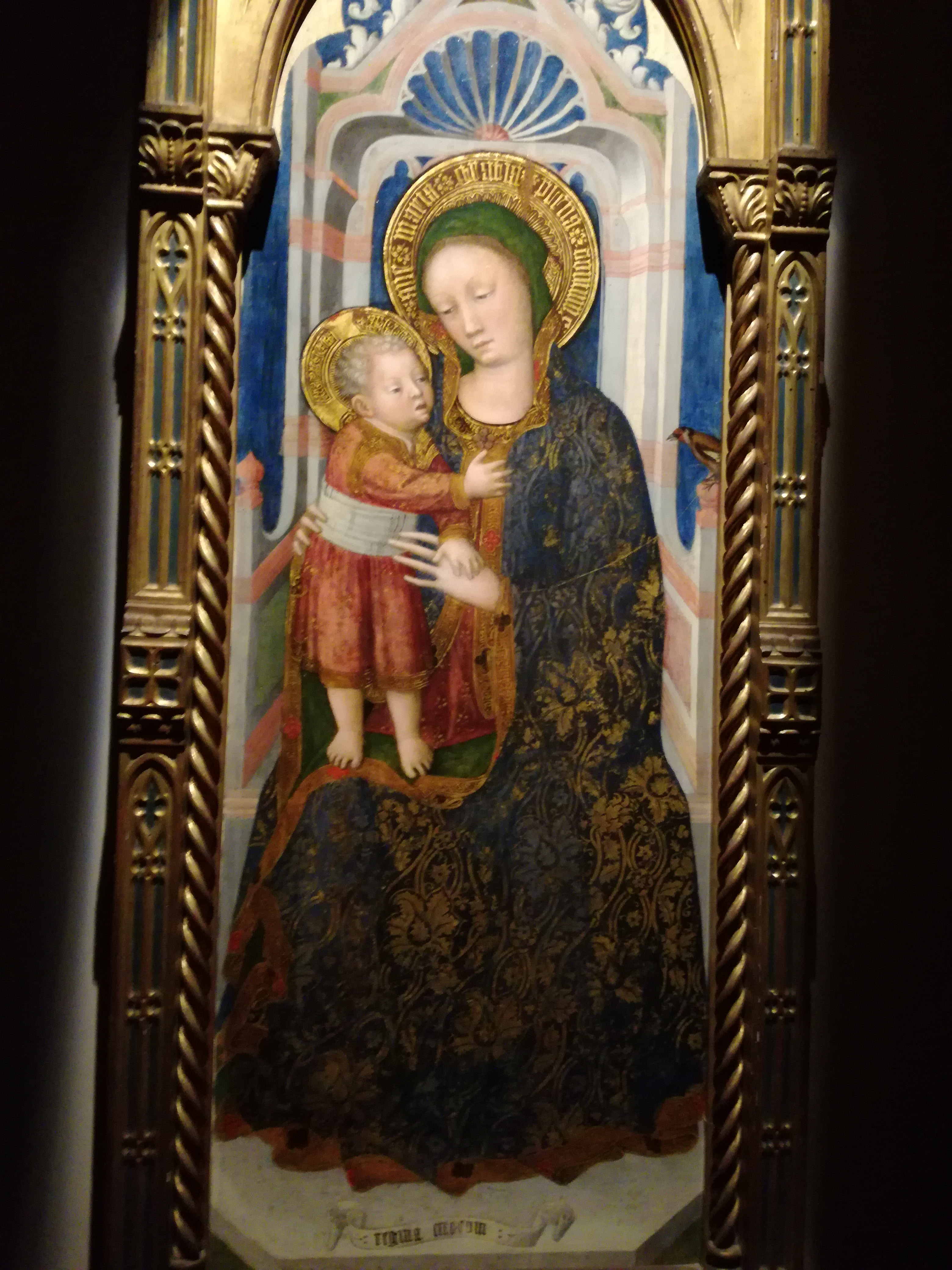
Jacopo Bellini, Madonna con Gesù Bambino in trono
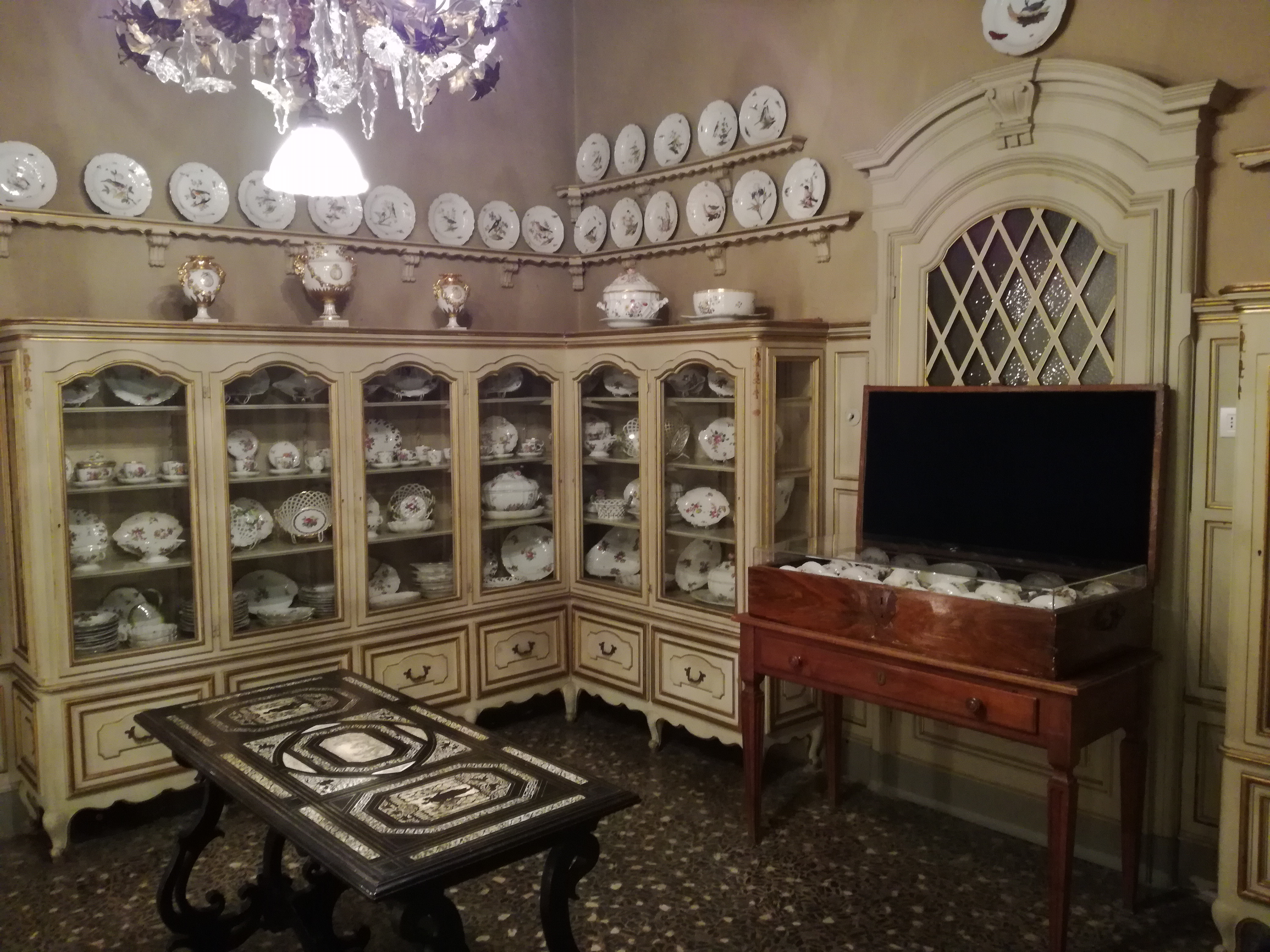
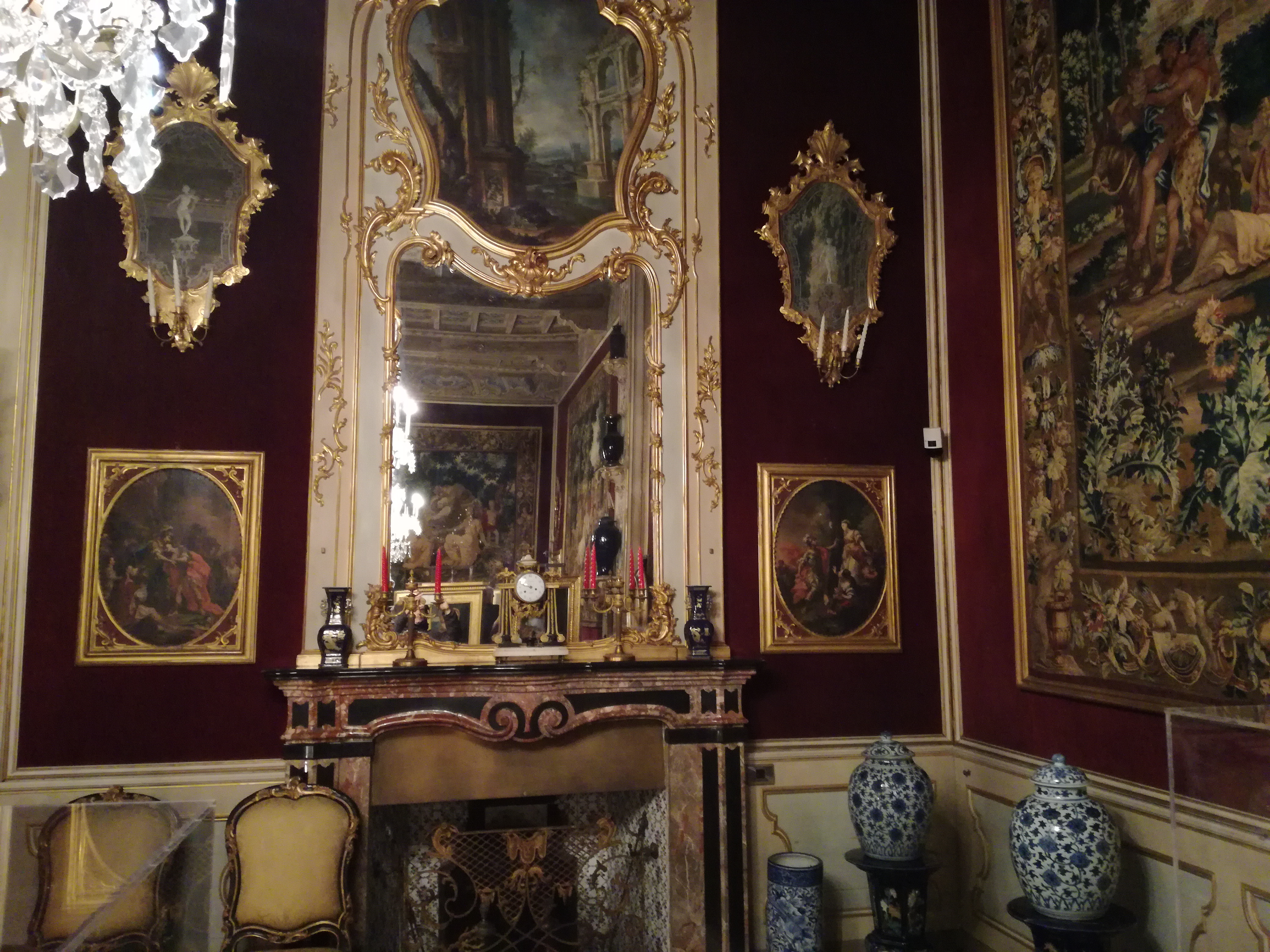